# 大兴镇 (重庆市)
大兴镇，是中华人民共和国重庆市璧山区下辖的一个乡镇级行政单位。

## 行政区划
大兴镇下辖以下地区：
兴隆社区、油田社区、长隆村、狮子村、双柏村、龙飞村、万民村、高桥村、朝元村、船形村、石鼻村、平安村、独耳村、山王村、茅莱村、联盟村、莲生村、均田村和符家村。